# 111 f.Kr.

## Händelser

### Efter plats

#### Romerska republiken
- Staden Rom ödeläggs av en brand.

#### Kina
- Kina annekterar Nanyue och utökar sitt territorium till Cochinkhina i nuvarande Vietnam.
- Under kejsar Han Wudi görs Guilin om till prefekturen Shi An.
- Det kinesiska Jiuquan grundas som en militärpost på sidenvägen till Centralasien.

## Födda
Spartacus